# Grande-Terre
Grande-Terre ist die östliche der beiden Hauptinseln des französischen Überseedépartements Guadeloupe in der Karibik (589 km²). Die westliche und größere Hauptinsel ist Basse-Terre. Die beiden Inseln sind durch den nur 60 Meter breiten und drei Kilometer langen Meeresarm Rivière Salée sowie die südlich sich anschließende Passage de La Gabarre getrennt.
Grande-Terre ist von Korallenriffen umgeben.